# Mondello Park

Circuit van Mondello Park

Mondello Park is het enige permanente circuit van Ierland. Mondello Park ligt in de buurt van Naas, en ongeveer 35 kilometer van Dublin.
Het circuit werd in 1968 gebouwd en was aanvankelijk slecht 0,8 mijl (ongeveer 1,2 kilometer) lang, maar werd al na een jaar verlengd tot 1,2 mijl (ongeveer 1,8 kilometer). In de jaren 80 kwamen de eigenaren van het circuit in financiële problemen, maar het circuit werd gekocht door de Ier Martin Birrane, die het circuit verlengde en zorgde voor een grote toename in internationale races, zoals de EuroBoss-series (Voor oudere Formule 1 auto's), het Britse toerwagenkampioenschap (BTCC) en het Britse Superbike-kampioenschap.
Ook wordt het circuit gebruikt voor rallycrosswedstrijden, tussen 1987 en 1996 waren er 10 EK-ronden in Mondello.